# Júpa

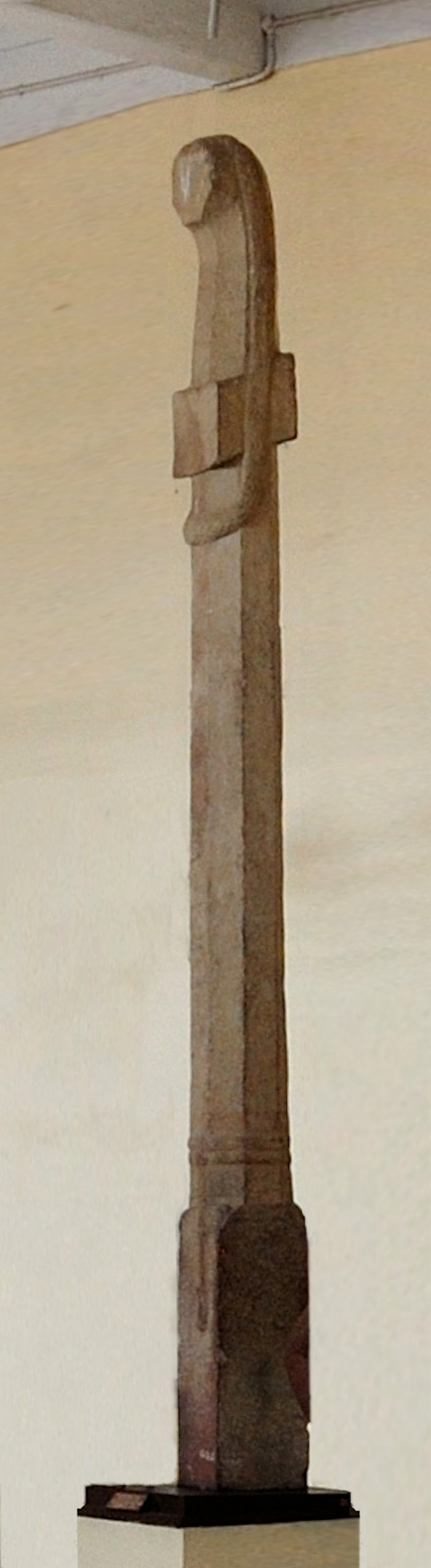
Obětní pilíř z Isapuru kúšanského krále Vásišky, 3. století n. l.

Júpa byl védském náboženství kůl vztyčovaný během zvířecí oběti, ať už samostatné oběti dobytčete (pašujandža), nebo jako součást větší sómové oběti (sómajana). Kůl byl postaven na východním okraji obětního místa, hned vedle obětiště, na které byl přenášen jeden ze tří ohňů: áhavaníja, a zvíře k němu bylo přivázáno. Strom, z kterého je júpa vytvářen, je vybírán v lese knězem Adhavarjuem a oslovován jako Vasupati „Pán lesa“, pomazán ghí za zpěvu obřadních písní a poražen na východ, západ či sever, nikdy však na jih, směr spojovaný s pitry, tedy předky. Poté, co byla júpa upevněna, je ozdobena a nakonec je k ní přivázáno zvíře. Z bohů je júpa spojována především s dvěma válečníky: Indrou a Višnuem.
Lingvista Roger D. Woodard považuje júpu za předchůdce Šivova lingamu a chápe ho jako formu axis mundi a hranice mezi řádným světem obětiště a chaotickou divočinou, která ho obklopuje. Přirovná jí také k posvátnému sloupu zvanému skambha a předmětu zvanému Indradhvaja „Indrův praporec“.